# Martín Bernat

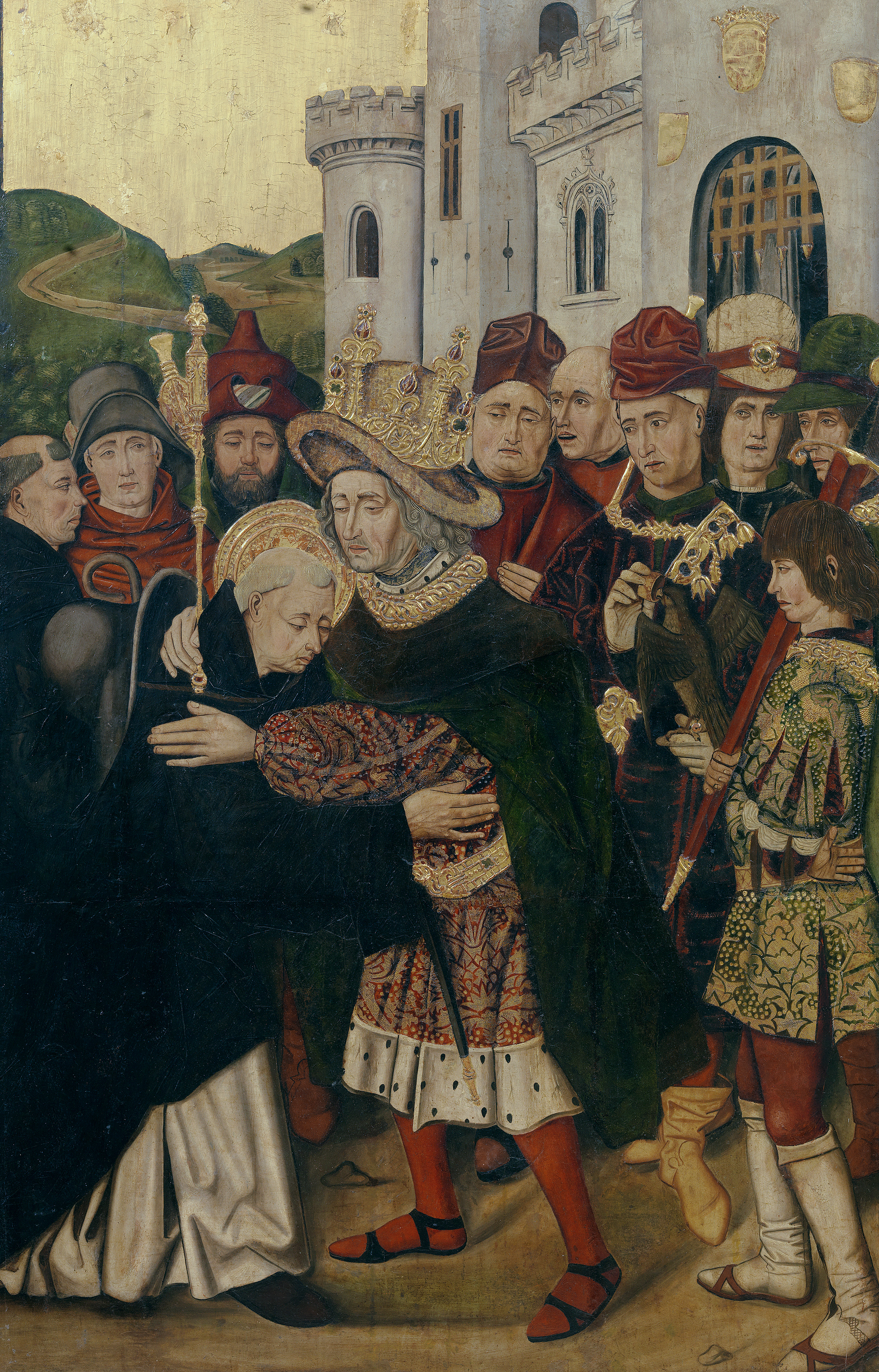
Ferdinand I Kastilský vítá sv. Dominika Martina Bernata a Bartolomé Bermeja, Museo del Prado, z oltáře sv. Dominika

Martín Bernat (fl. 1450–1505) byl španělský malíř z období pozdní gotiky, působící v Zaragoze, kde spolupracoval s Bartolomé Bermejem. Data narození a úmrtí nejsou známa.

## Raná kariéra
Bylo doloženo, že Martín Bernat, syn malíře stejného jména, „slíbil, že do dvou let dokončí oltář sv. Dominika, který v Daroce nedokončil Bartolomé Bermejo“. Z oltáře, pravděpodobně rozebraného v 18. století v důsledku požáru kostela, se v Museo del Prado zachoval pouze ústřední panel zobrazující krále Ferdinanda I. Kastilského, jak vítá sv. Dominika, pravděpodobně jedinou část oltáře dokončenou Bermejem. V letech 1479 až 1484 se Bernat znovu objevuje spolu s Bartolomé Bermejem při pracích na restaurování polychromovaného oltáře katedrály a při tvorbě nového oltářního obrazu pro kapli chrámu Panny Marie na Sloupu v Zaragoze, který je nyní v soukromé sbírce.

## Umělecká spolupráce
Spolupráce s Bermejem měla na Bernatovo umění a obecně řečeno na aragonském malířství konce 15. století velký vliv, často se opakuje zakotvená typologie svatých vytvořená Bermejem na oltáři sv. Dominika. Takový jako sv. Viktorián z Asanu mezi sv. Gaudiosem a sv. Nazairem v katedrále v Barbastru nebo sv. Blažej mezi sv. Vincentem a sv. Vavřincem ve farním kostele sv. Máří Magdaleny z Léceře.
Spolu s Miguelem Ximénezem byl Bernat najat v roce 1485, aby namaloval hlavní oltář farního kostela v aragonském městečku Blesa v provincii Teruel, věnovaný legendě Svatého kříže, nyní v muzeu v Zaragoze. Skutečnost, že většina plateb byla určena Ximénezovi, který v roce 1487 účtoval sám, naznačuje, že Bernatův příspěvek byl menší.
Oba malíři měli nezávislé dílny, ale často spolupracovali na velkých dílech. V roce 1489 namalovali oltář Všech svatých pro augustiniánský klášter v Zaragoze, ztracené dílo, které je známo od dvou malířů, kteří odcestovali do Barcelony za doprovodu mnicha aragonského konventu za účelem studia hlavního oltáře svatého Augustina od Jaume Hugueta. O rok později se spojili s kastilským malířem Fernandem del Rincónem, s nímž podepsal dohodu o partnerství pro případné budoucí projekty.
Dokumenty, které se dochovaly, ukazují na velký počet smluv, což svědčí o tom, že Bernat měl vynikající pověst a mohl si dovolit udržovat plodnou dílnu, jejíž dopad je patrný v řadě oltářních obrazů aragonského prostředí. Zdokumentovaná díla, s výjimkou oltáře v Blese, jsou však již ztracena. Jedná se o oltáře pro kapli v Talaveře, obraz Očištění v Tarazonské katedrále se zajímavými alegoriemi ctností a svobodných umění namalovaných v grisaillu a oltář pro kostel San Juan Bautista v aragonském Zaidínu, z nějž se dnes dochoval jen ústřední panel, vystavený v Diecézním a regionálním muzeu ve městě Lleida.

## Galerie

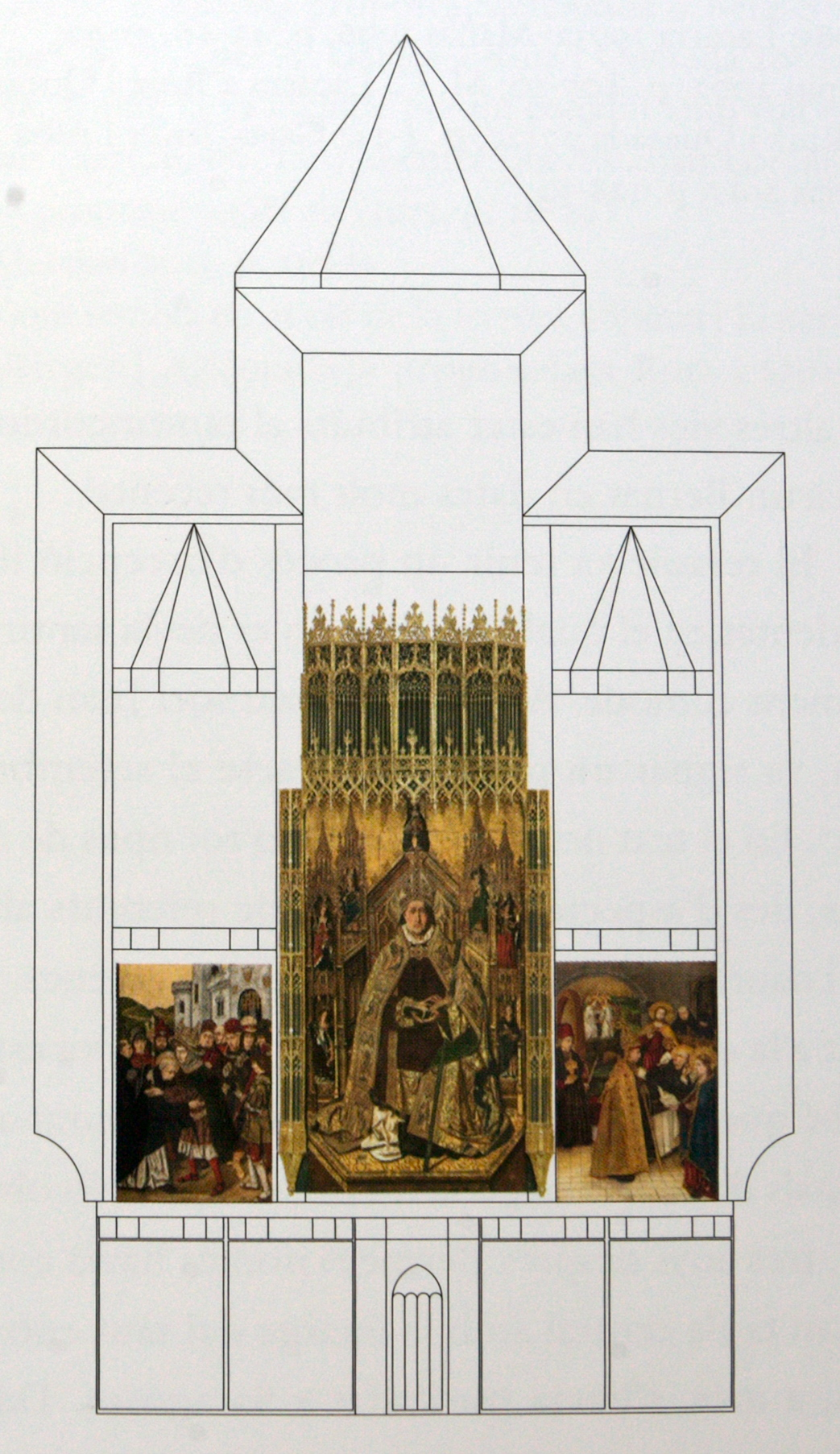
Polittico di san Domenico di Silos (1479)
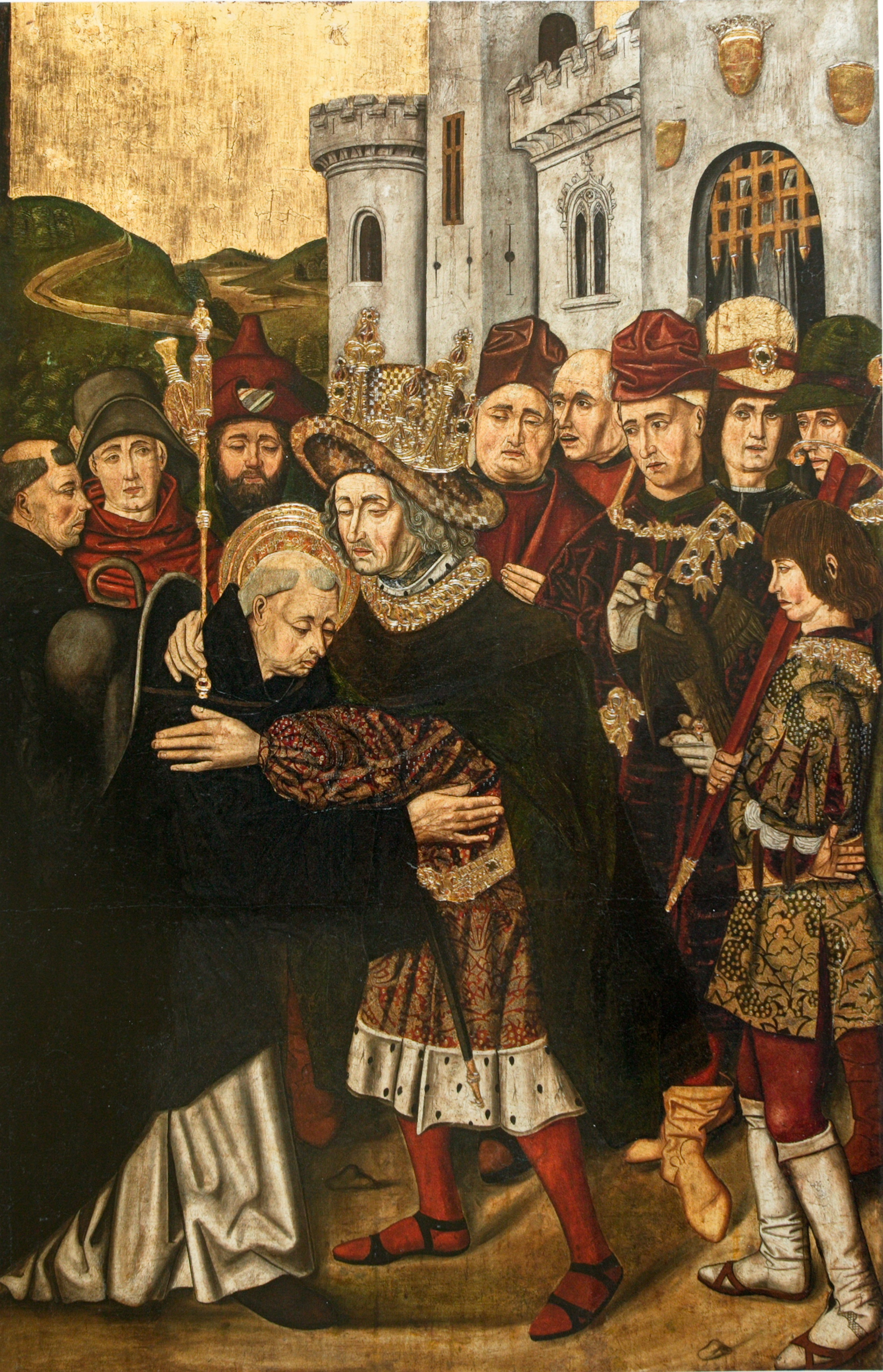
Ferdinando I di León che accoglie santo Domenico di Silos (Polittico, 1479)
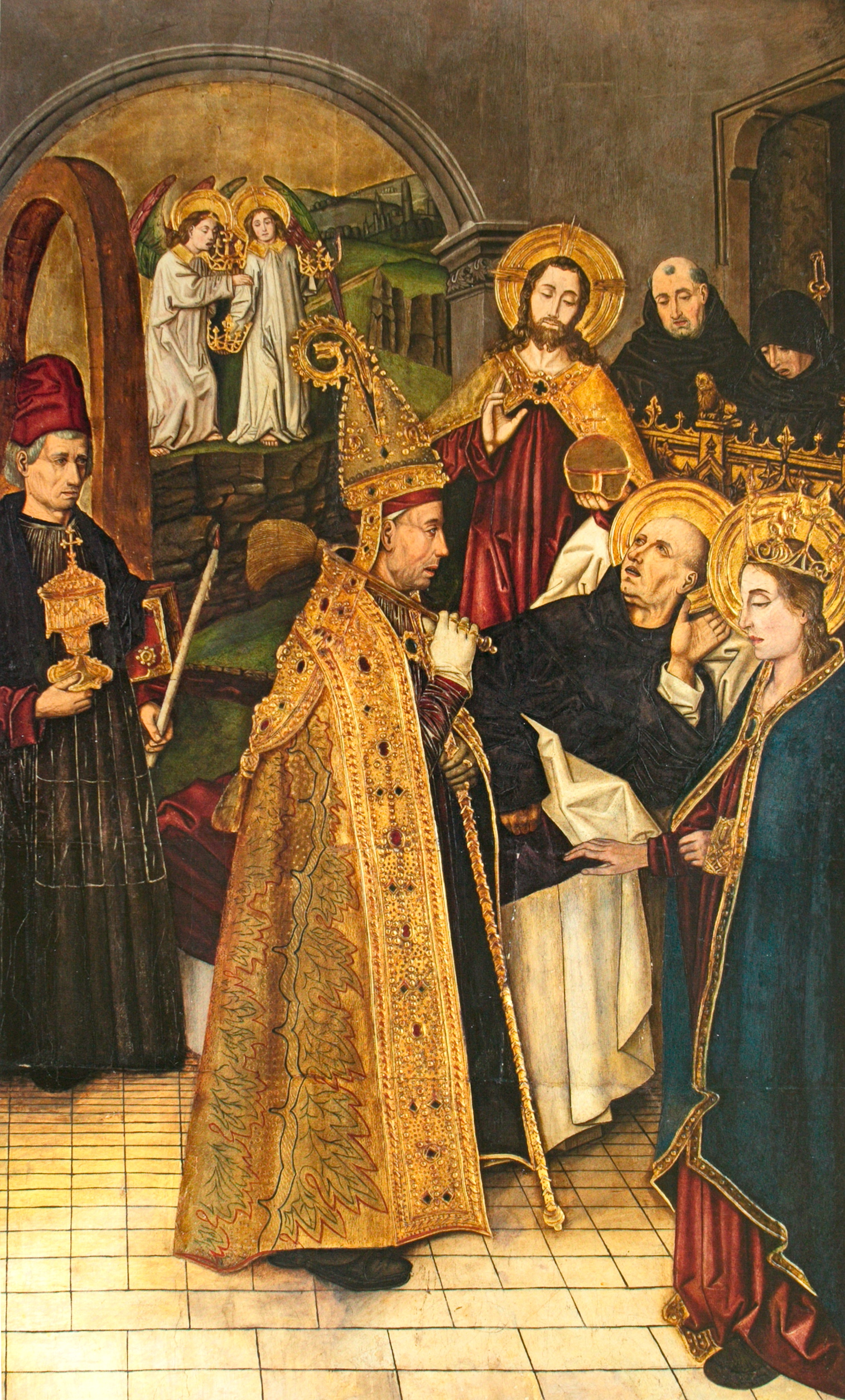
Morte di santo Domenico di Silos (Polittico, 1479)
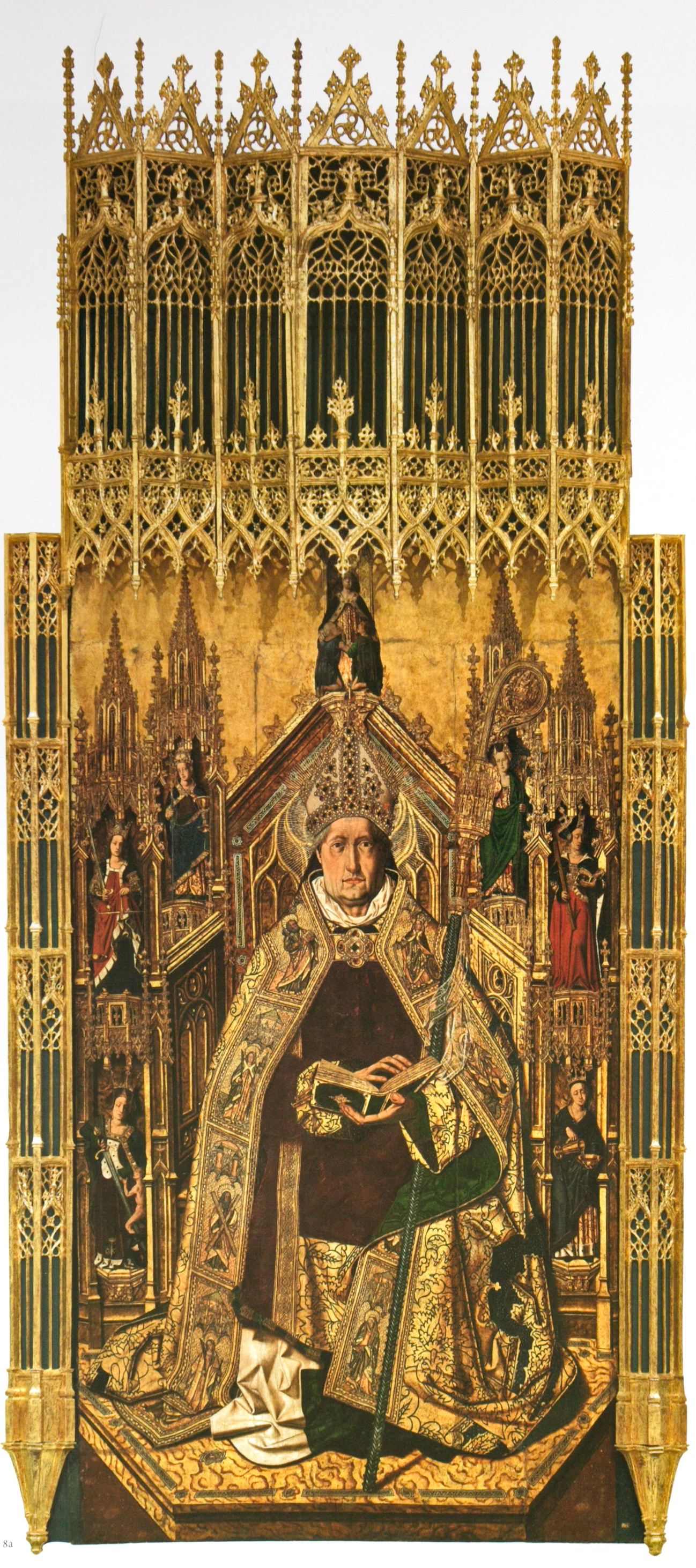
Santo Domenico di Silos vescovo (Polittico, 1479)